# غوردون جونز (لاعب كرة قاعدة)
غوردون جونز (بالإنجليزية: Gordon Jones)‏ هو لاعب كرة قاعدة أمريكي، ولد في 2 أبريل 1930 في بورتلاند في الولايات المتحدة، وتوفي في 25 أبريل 1994 في لودي في الولايات المتحدة.

## وصلات خارجية
- غوردون جونز على موقع دوري كرة القاعدة الرئيسي (الإنجليزية)
- غوردون جونز على موقعبيزبول رفرنس.كوم (الدوري الرئيسي) (الإنجليزية)
- غوردون جونز على موقعبيزبول رفرنس.كوم (الدوري الثانوي) (الإنجليزية)
- غوردون جونز على موقع مشجعي الرسوم البيانية (الإنجليزية)